# The Legend of Spyro: Dawn of the Dragon
The Legend of Spyro: Dawn of the Dragon är ett TV-spel om draken Spyro. Först hette det The Legend of Spyro: The Darkest Hour, men blev sedan ändrat till Dawn of the Dragon. Det tar vid där The Eternal Night slutade.

## Figurer
- Spyro är nyckelfigur i spelet. Han är en lila drake, en unik drakart som är mycket mäktigare än någon annan. Han är mycket omtänksam och rättvis och kan använda elementen Eld, Is, Jord och Elektricitet.
- Cynder är Spyros bästa vän vid sidan om Sparx. Hon är en svart drake, och har troligen Vind som element. I mörkrets tjänst fick hon dock många andra förmågor. Hon är slagfärdig och mycket intelligent och kan använda elementen Gift, Vind, Fruktan och Skugga.
- Sparx är en trollslända och Spyros fosterbror. Han är lite kaxig och pessimistisk, men han fäller roliga kommentarer och är stöttande när det krävs.
- Ignitus är drakarnas ledare och Spyros mentor. Han är rättvis och klok, och kan spruta eld.
- Terrador är Ignaitus högra hand, och den starkaste av drakarna. Han är stabil och lugn till sinnes. Han är grön och kan kontrollera jord.

## Röster
| Figur         | Ursprungliga engelska rösterna                           | Svensk dubbning                    |
| ------------- | -------------------------------------------------------- | ---------------------------------- |
| Spyro         | Elijah Wood                                              | Tobias Blom                        |
| Sparx         | Wayne Brady                                              | Dick Eriksson                      |
| Cynder        | Christina Ricci                                          | Frida Nilsson                      |
| Ignitus       | Gary Oldman                                              | Sture Ström                        |
| Krönikör      | Martin Jarvis                                            | Jacob Nordenson                    |
| Hunter        | Blair Underwood                                          | Adam Fietz                         |
| Herbalist     | Fred Tatasciore                                          | Johan Hedenberg                    |
| Eremiten      | Kevin Michael Richardson                                 | Dick Eriksson                      |
| Chief Prowlus | Kevin Michael Richardson                                 | Gunnar Ernblad                     |
| Terrador      | Kevin Michael Richardson                                 | Stefan Frelander                   |
| Volteer       | Corey Burton                                             | Gunnar Ernblad                     |
| Cyril         | Jeff Bennett                                             | Per Sandborgh                      |
| Mason         | Corey Burton                                             | Per Sandborgh                      |
| Malefor       | Mark Hamill                                              | Johan Hedenberg                    |
| Andra röster  | Corey Burton, Jeff Bennett, Chris Wilson, Michael Graham | Gunnar Ernblad och Johan Hedenberg |